# WISP (física de partícules)
En física de partícules, l'acrònim WISP identifica una hipotètica partícula sub-eV amb interacció feble (o partícula esvelta que interacciona feblement, o partícula prima que interacciona feblement), i s'empra per a referir-se a partícules noves de poca massa que rarament interaccionen amb partícules convencionals.
El terme s'utilitza generalment per a categoritzar un tipus de matèria fosca, i és essencialment sinònim de partícula semblant a l'axió (ALP). Amb l'excepció dels neutrins coneguts, tots els WISP són partícules hipotètiques. Els WISP són la contrapartida de baixa massa de les partícules massives que interaccionen feblement (WIMP).

## Discussió
Excepte els neutrins convencionals, tots els WISP són components candidats per a explicar la matèria fosca, i molts experiments proposats per a detectar WISP en podrien detectar de diversos tipus diferents. Alguns exemples inclouen:
- Axió: partícula hipotètica proposada per a resoldre el problema de la manca de violació CP de la força forta.
- Neutrí estèril: partícules mai observades que (si existeixen) no interaccionarien explícitament ni via interaccions febles, forces fortes ni electromagnètiques.
- Partícules supersimètriques, particularment la partícula supersimètrica més lleugera que podria ser un neutralí: fermions supersimètrics elèctricament neutres compostos de supercompanys dels bosons

Tot i que els neutrins "actius" ordinaris (neutrins amb quiralitat esquerrans i antineutrins quirals dretans) sí que compleixen tècnicament la descripció del terme, sovint s'exclouen de les llistes de partícules "WISP" pel fet que ja no són candidats viables a la matèria fosca: Els límits estimats actuals de la seva densitat numèrica i massa indiquen que la seva densitat total a l'univers no és prou alta com per a explicar la quantitat de matèria fosca observada, tot i que sens dubte contribueixen a una petita part de la densitat de la matèria no visible.